# Веццоли, Франческо
Франческо Веццоли (Francesco Vezzoli, 1971, Брешиа, Италия, живёт и работает в Милане, Италия) — итальянский художник.

## Образование
- 1992—1995 Central St. Martin’s School of Art, Лондон

## Творчество
- Веццоли на протяжении последнего десятилетия прославился благодаря работам, в которых он активно эксплуатирует кич и знаменитостей. Художник нашёл щедрое покровительство в мире моды (в основном, в лице Прада). Его творчество включает все — от портретов Марии Каллас и Анны Маньяни, фильмов типа «Трейлер для ремейка Калигулы Гора Видала» с Кортни Лав, до перформансов с участием Кейт Бланшетт и Натали Портман.
- Одна из последних работ Веццоли — «GREED, A New Fragrance by Francesco Vezzoli», воспроизводящая стратегию и эстетику коммерческого запуска духов. Точно так же, как Марсель Дюшан создал «Belle Haleine: Eau de Voilette» в 1921 году, используя флакон духов Rigaud со своим вариантом этикетки, Франческо Веццоли создал свои духи. Флакон духов сопровождается 60-секундной рекламой аромата, режиссёром которой выступил Роман Полански, а играют в ней Натали Портман и Мишель Уильямс. Также выставка включает серию портретов известных женщин. В этой работе Веццоли исследует власть современной медиа-культуры.
- Франческо Веццоли принимал участие в Биеннале Уитни в 2006, 49-й Венецианской биеннале, 26-й Биеннале в Сан-Пауло, 6-й Международной биеннале в Стамбуле.

## Персональные выставки
| - 2009 Francesco Vezzoli — Gagosian Gallery - 2007 Francesco Vezzoli—primadonnas — Galerie An der Pinakothek der Moderne, Munich - 2007 Francesco Vezzoli: A True Hollywood Story! — The Power Plant, Toronto, ON - 2007 Francesco Vezzoli — Primadonnas — Pinakothek der Moderne, Munich - 2006 Francesco Vezzoli — Le Consortium, Dijon - 2006 The Bruce Nauman Trilogy — Galerie NEU, Berlin - 2006 Francesco Vezzoli — Gagosian Gallery — Beverly Hills, Beverly Hills, CA - 2005 Francesco Vezzoli — Trilogia della morte II — Fondazione Prada, Milan | - 2005 Francesco Vezzoli — Trilogia della morte I — Fondazione Prada, Milan - 2005 Francesco Vezzoli — Museu Serralves — Museu de Arte Contemporânea, Porto - 2004 Francesco Vezzoli — Fondazione Prada, Milan - 2002 Francesco Vezzoli — Giò Marconi Gallery, Милан - 2002 The Films of Francesco Vezzoli — New Museum of Contemporary Art, Нью-Йорк - 2002 Francesco Vezzoli — Museo d´arte contemporanea Castello di Rivoli, Турин - 2000 Francesco Vezzoli — Galleria d´Arte Moderna di Bologna — GAM, Bologna - 1999 An embroidered trilogy — Francesco Vezzoli — Giò Marconi Gallery, Милан |

## Публичные коллекции
- Vanhaerents Art Collection, Brussels
- Galerie für Zeitgenössische Kunst — GfZK, Leipzig
- MACI Museo Arte Contemporanea Isernia, Isernia
- Trevi Flash Art Museum Of Contemporary Art, Trevi
- Museo d´arte contemporanea Castello di Rivoli, Turin
- Galleria d’Arte Moderna e Contemporanea Palazzo Forti, Verona
- MOCA Grand Avenue, Los Angeles, CA
- Solomon R. Guggenheim Museum, New York City, NY